# 朴徳永
朴 徳永（パク・トギョン、朝鮮語: 박덕영/朴德永、1906年または1907年11月26日 - 1990年6月14日）は、大韓民国の政治家。第4代韓国国会議員。
号は又石（ウソク、우석）。

## 経歴
黄海道安岳郡または江原道華川郡出身。平壌光成高等普通学校中退、日本巣鴨中学校または東明中学校卒。西北青年会江原道副団長、大同青年団江原道団副団長、自由党江原道党副委員長・中央委員、江原道愛国団体連合会会長を務めた。